# Episodi de Il giovane ispettore Morse (prima stagione)
La prima stagione della serie televisiva de Il giovane ispettore Morse, composta da 4 episodi (e preceduta da un episodio pilota trasmesso il 2 gennaio 2012), è stata trasmessa sul canale inglese ITV dal 14 aprile al 5 maggio 2013. In Italia è stata trasmessa su Paramount Network dal 2 al 30 giugno 2019.
| n° | Titolo originale | Titolo italiano | Prima TV UK    | Prima TV Italia |
| -- | ---------------- | --------------- | -------------- | --------------- |
| 0  | Endeavour        | Endeavour       | 2 gennaio 2012 | 2 giugno 2019   |
| 1  | Girl             | Ragazza         | 14 aprile 2013 | 9 giugno 2019   |
| 2  | Fugue            | Fuga            | 21 aprile 2013 | 16 giugno 2019  |
| 3  | Rocket           | Missile         | 28 aprile 2013 | 23 giugno 2019  |
| 4  | Home             | Casa            | 5 maggio 2013  | 30 giugno 2019  |

## Endeavour
- Titolo originale: Endeavour
- Diretto da: Colm McCarty
- Scritto da: Russell Lewis

### Trama
Giugno 1965. L'omicidio di una studentessa di 15 anni e l'apparente suicidio del suo ragazzo portano un'indagine della polizia della città di Oxford alla scoperta di feste sessuali in cui vengono procurate ragazze minorenni per politici, uomini d'affari, professori di Oxford e poliziotti, che in particolare rendono molto difficile il vaglio delle prove. Il superiore di Endeavour, l'ispettore investigativo Fred Thursday, riconoscendo che il giovane poliziotto è un detective di cui può fidarsi, lo prende sotto la sua ala protettrice ed è determinato a risolvere il caso.

## Ragazza
- Titolo originale Girl
- Diretto da: Edward Bazalgette
- Scritto da: Russell Lewis

### Trama
Giugno 1965. Una serie di furti agli uffici postali, la morte improvvisa di una studentessa di segreteria (Margaret Bell) e l'uccisione di un medico sembrano scollegate nonostante le teorie di Morse. Il sovrintendente capo Bright, il nuovo ufficiale in comando della polizia della città di Oxford, non impressionato dallo zelo di Morse, relega il giovane detective a lavori di affari generali, considerandolo ancora troppo inesperto. In seguito all'uccisione di un vicario, Morse continua però le sue indagini, nonostante gli avvertimenti di un possibile licenziamento da parte del suo superiore e quella che sembrava una morte naturale si rivelerà legata a un traffico di metanfetamine, a un ricatto e a un rebus.

## Fuga
- Titolo originale Fugue
- Diretto da: Tom Vaughan
- Scritto da: Russell Lewis

### Trama
Luglio 1965. Una minaccia sconosciuta avvolge Oxford, apparentemente sembra per opera di un pazzo squilibrato che uccide a caso. Ma il Detective Endeavour Morse scopre un metodo alla base della follia, l'elaborata messa in scena dei crimini suggerisce che l'assassino condivida la passione di Endeavour per l'opera lirica e che uccida in base alla tragica fine dei personaggi di questa. Mentre la polizia della città di Oxford si affanna a trovare la prossima potenziale vittima, sembra che Endeavor abbia finalmente incontrato il suo pari intellettuale. Man mano che il conteggio dei morti aumenta, lettere contenenti indizi criptici, che pungolano la polizia per i loro fallimenti, vengono inviate all'Oxford Mail. Solo un detective dell'intelletto di Endeavour può dipanare la matassa, assicurando il responsabile alla giustizia.

## Missile
- Titolo originale Rocket
- Diretto da: Craig Viveiros
- Scritto da: Russell Lewis

### Trama
Settembre 1965. La visita a Oxford di Sua Altezza Reale la Principessa Margaret, che sta per svelare il nuovo missile "Standfast Mark Two" della British Imperial Electric Company, pone il sovrintendente Capo Bright, incaricato di fornire sicurezza, in allerta rossa, mettendo sotto pressione la squadra dell'Ispettore Bright. Ma quando un operaio viene trovato assassinato in una zona appartata dell'officina, a cui ne segue poco dopo un altro, la situazione diviene esplosiva e Morse indaga per scoprire la verità alla presenza inebriante della segretaria del capo dell'azienda Alice Vexin, una vecchia conoscenza dei suoi giorni a Oxford.

## Casa
- Titolo originale: Home
- Diretto da: Colm McCarty
- Scritto da: Russell Lewis

### Trama
Dicembre 1965. Morse, ancora in servizio negli affari generali, studia per il suo prossimo esame di sergente e indaga su un apparente incidente che ha causato la morte di un professore di Oxford. La vittima era stata in disaccordo con i suoi colleghi sulla vendita di un terreno di proprietà del college a una società di sviluppo in collaborazione con il consiglio comunale. Il caso è complicato per l'apparizione a Oxford di un boss dell'East London di nome Kasper. Questo era una vecchia conoscenza dell'Ispettore Thursday, che riaccende una faida personale, poiché egli pensa che Kasper sia in qualche modo coinvolto nel caso. Nel frattempo Morse torna a casa nel Lincolnshire per visitare il padre morente.